# Seymouriamorpha
Die Seymouriamorpha sind eine ausgestorbene Gruppe früher Landwirbeltiere, deren fossile Überreste in Europa, Russland, Zentralasien und Nordamerika gefunden wurden.
Es werden drei Familien unterschieden, die terrestrischen vor allem aus Nordamerika bekannten Seymouriidae, die Discosauriscidae, die nur von larvalen oder neotenen Formen bekannt sind und die Kotlassidae aus dem Oberperm von Russland, die wieder eine aquatische Lebensweise angenommen hatten.

## Merkmale
Die Seymouriamorpha wurden etwa 50 bis 100 cm lang. Ihr Axialskelett ist kräftig. Die äußeren Schädelknochen ausgewachsener Tiere waren durch ein sechseckiges Muster stark skulptiert. Der Gaumen war geschlossen. Die Tiere hatten Rippen vom ersten Halswirbel bis zu den ersten Schwanzwirbeln. Die Rippen der Brustregion waren verstärkt. Die Wirbelsäule war kurz, vor dem Kreuzbein hatten sie 24 bis 28 Wirbel. Die Wirbel hatten große, zylindrische Pleurocentra und kleine, sichelförmige Intercentra und künden damit die Entwicklung des Pleurocentrum zum wichtigsten Element der Wirbel bei den Amnioten an. Die Gliedmaßen waren kräftig und gedrungen. Oberarmknochen und Oberschenkelknochen waren stark gebaut. Die Phalangenformel des Vorderfußes beträgt 2,3,4,4,3 oder 2,3,4,5,3; die des Hinterfußes 2,3,4,5,3. 
Larvale Seymouriamorpha und die Discosauriscidae hatten nur ein schwach verknöchertes Skelett, drei Paar äußere Kiemen (in den Fossilien als kohlige Schatten überliefert) und Seitenlinienkanäle, sowie eventuelle auch Elektrorezeptoren.

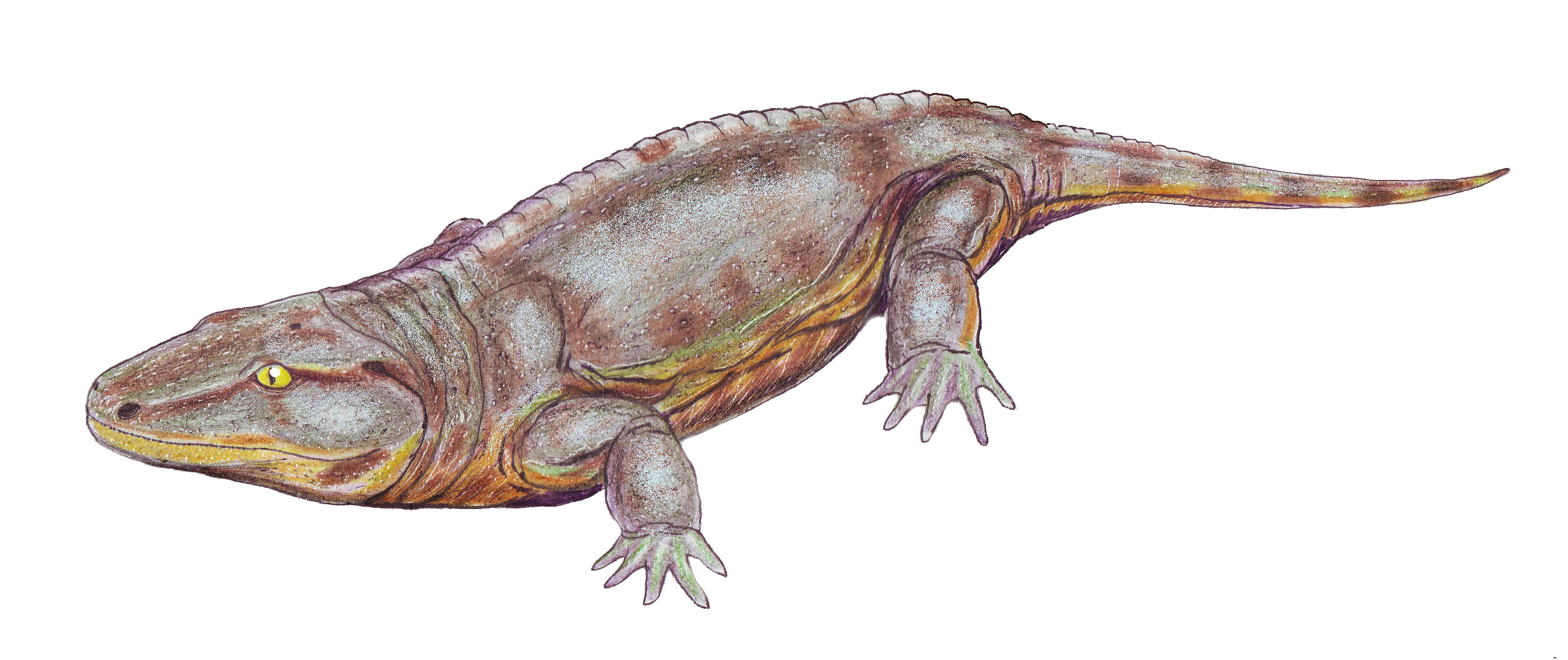
Seymouria

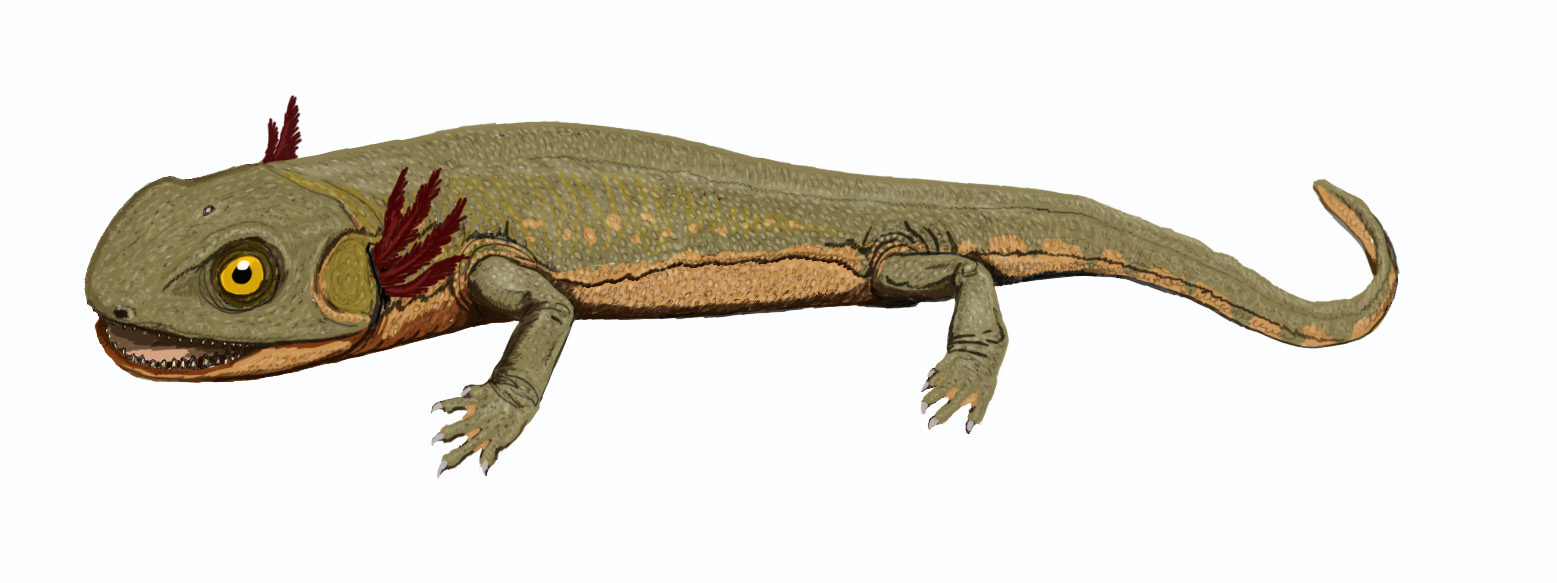
Discosauriscus

## Systematik
Die Seymouriamorpha wurden lange Zeit, bis zur Entdeckung von Fossilien larvaler Seymouriamorphen, als die Ursprungsgruppe der Amniota bzw. als primitivste Amnioten angesehen. Andere Wissenschaftler sahen in ihnen Amphibien. Sie sind allerdings nicht nahe mit den heutigen Amphibien verwandt (Lissamphibia).
Benton stellt sie zusammen mit den Diadectomorpha in die Stammgruppe der Amnioten
- Seymouriidae
  - Seymouria
- Discosauriscidae 
  - Discosauriscus
- Kotlassiidae
  - Buzulukia
  - Karpinskiosaurus
  - Kotlassia